# Avine Fokkens-Kelder
M.A. (Avine) Fokkens-Kelder (Utrecht, 14 juni 1971) is een Nederlands juriste, politica en bestuurster. Ze is lid van de VVD. Sinds 2 oktober 2023 is ze burgemeester van Heerenveen.

## Opleiding en loopbaan
Fokkens ging naar de mavo en meao. Ze studeerde sociaal-juridische dienstverlening aan de Hanzehogeschool Groningen. In 2002 studeerde ze af in het Nederlands recht aan de Rijksuniversiteit Groningen. Ook volgde ze diverse cursussen bij de Haya van Somerenstichting. Totdat ze gedeputeerde werd, was Fokkens zeventien jaar werkzaam als juriste bij de Rechtbank Leeuwarden. Daarnaast bekleedde ze diverse toezichthoudende nevenfuncties.

## Politieke loopbaan
Fokkens is sinds 2002 lid van de VVD. In  2007-2011, 2015-2019 en 2023 was ze namens de VVD Statenlid van Friesland, waarvan in 2015-2019 en 2023 als fractievoorzitter van de VVD. Van 2019 tot 2023 was ze namens de VVD gedeputeerde van Friesland met in haar portefeuille recreatie & toerisme, ruimtelijke ordening, Omgevingswet & omgevingsvisie, infrastructuur & verkeersveiligheid, openbaar vervoer, Afsluitdijk en organisatie & bedrijfsvoering (incl. eigen gebouwenbeheer c.s.). Ze was de derde loco-commissaris van de Koning. In 2023 werd ze als gedeputeerde van Friesland door Binnenlands Bestuur genomineerd als Beste Bestuurder 2022.

## Burgemeester van Heerenveen
Op 29 juni 2023 werd Fokkens door de gemeenteraad van Heerenveen voorgedragen als nieuwe burgemeester. Op 15 september dat jaar werd ze door de ministerraad voorgedragen voor benoeming bij koninklijk besluit met ingang van 2 oktober dat jaar. Op die dag werd ze ook geïnstalleerd. In haar portefeuille kreeg ze openbare orde & veiligheid en bestuurlijke zaken & coördinatie. Naast het burgemeesterschap werd ze lid van de bezwarencommissie van de landelijke VVD.

## Persoonlijk
Fokkens is geboren in Utrecht. Ze verhuisde op zesjarige leeftijd met haar ouders en zussen naar Rolde. Tijdens haar studie woonde ze in Groningen. Na haar studie is ze verhuisd naar Leeuwarden. Ze is getrouwd en moeder van vier kinderen.